# Lista di asteroidi (315001-316000)
Di seguito una lista di asteroidi dal numero 315001 al 316000 con data di scoperta e scopritore.

## 315001-315100
| Nome                 | Designazione provvisoria | Data di scoperta | Scopritore                        |
| -------------------- | ------------------------ | ---------------- | --------------------------------- |
| 315001 -             | 2007 AD25                | 15 gennaio 2007  | CSS                               |
| 315002 -             | 2007 AP27                | 9 gennaio 2007   | Mount Lemmon Survey               |
| 315003 -             | 2007 AS27                | 10 gennaio 2007  | Spacewatch                        |
| 315004 -             | 2007 AE28                | 8 gennaio 2007   | Mount Lemmon Survey               |
| 315005 -             | 2007 BE                  | 16 gennaio 2007  | LONEOS                            |
| 315006 -             | 2007 BA1                 | 16 gennaio 2007  | Mount Lemmon Survey               |
| 315007 -             | 2007 BE8                 | 24 gennaio 2007  | Mount Lemmon Survey               |
| 315008 -             | 2007 BP10                | 17 gennaio 2007  | NEAT                              |
| 315009 -             | 2007 BL17                | 17 gennaio 2007  | NEAT                              |
| 315010 -             | 2007 BR23                | 24 gennaio 2007  | Mount Lemmon Survey               |
| 315011 -             | 2007 BO30                | 24 gennaio 2007  | CSS                               |
| 315012 Hutchings     | 2007 BD31                | 20 gennaio 2007  | Balam, D. D.                      |
| 315013 -             | 2007 BX33                | 24 gennaio 2007  | Mount Lemmon Survey               |
| 315014 -             | 2007 BD35                | 24 gennaio 2007  | Mount Lemmon Survey               |
| 315015 -             | 2007 BB38                | 24 gennaio 2007  | Mount Lemmon Survey               |
| 315016 -             | 2007 BX38                | 24 gennaio 2007  | CSS                               |
| 315017 -             | 2007 BH44                | 24 gennaio 2007  | CSS                               |
| 315018 -             | 2007 BA48                | 26 gennaio 2007  | Spacewatch                        |
| 315019 -             | 2007 BW48                | 26 gennaio 2007  | Spacewatch                        |
| 315020 -             | 2007 BG49                | 28 gennaio 2007  | Spacewatch                        |
| 315021 -             | 2007 BG57                | 24 gennaio 2007  | LINEAR                            |
| 315022 -             | 2007 BE58                | 24 gennaio 2007  | CSS                               |
| 315023 -             | 2007 BG62                | 27 gennaio 2007  | Mount Lemmon Survey               |
| 315024 -             | 2007 BA64                | 27 gennaio 2007  | Mount Lemmon Survey               |
| 315025 -             | 2007 BE66                | 27 gennaio 2007  | Mount Lemmon Survey               |
| 315026 -             | 2007 BD69                | 27 gennaio 2007  | Mount Lemmon Survey               |
| 315027 -             | 2007 BT69                | 27 gennaio 2007  | Mount Lemmon Survey               |
| 315028 -             | 2007 BK74                | 17 gennaio 2007  | Spacewatch                        |
| 315029 -             | 2007 BT74                | 26 gennaio 2007  | Spacewatch                        |
| 315030 -             | 2007 BR77                | 25 gennaio 2007  | Spacewatch                        |
| 315031 -             | 2007 BA78                | 27 gennaio 2007  | Mount Lemmon Survey               |
| 315032 -             | 2007 CF4                 | 6 febbraio 2007  | Spacewatch                        |
| 315033 -             | 2007 CE8                 | 6 febbraio 2007  | Spacewatch                        |
| 315034 -             | 2007 CG17                | 27 gennaio 2007  | Spacewatch                        |
| 315035 -             | 2007 CL19                | 5 febbraio 2007  | NEAT                              |
| 315036 -             | 2007 CH21                | 6 febbraio 2007  | NEAT                              |
| 315037 -             | 2007 CL22                | 6 febbraio 2007  | Mount Lemmon Survey               |
| 315038 -             | 2007 CO23                | 7 febbraio 2007  | Mount Lemmon Survey               |
| 315039 -             | 2007 CV24                | 8 febbraio 2007  | Mount Lemmon Survey               |
| 315040 -             | 2007 CR26                | 10 febbraio 2007 | Kocher, P.                        |
| 315041 -             | 2007 CF32                | 6 febbraio 2007  | Mount Lemmon Survey               |
| 315042 -             | 2007 CE35                | 6 febbraio 2007  | Spacewatch                        |
| 315043 -             | 2007 CO35                | 6 febbraio 2007  | Mount Lemmon Survey               |
| 315044 -             | 2007 CR44                | 8 febbraio 2007  | NEAT                              |
| 315045 -             | 2007 CX48                | 10 febbraio 2007 | Mount Lemmon Survey               |
| 315046 Gianniferrari | 2007 CG51                | 13 febbraio 2007 | San Marcello                      |
| 315047 -             | 2007 CW51                | 17 gennaio 2007  | CSS                               |
| 315048 -             | 2007 CG53                | 13 febbraio 2007 | LINEAR                            |
| 315049 -             | 2007 CX55                | 13 febbraio 2007 | LINEAR                            |
| 315050 -             | 2007 CR59                | 26 gennaio 2007  | LONEOS                            |
| 315051 -             | 2007 CW60                | 10 febbraio 2007 | CSS                               |
| 315052 -             | 2007 CF66                | 10 febbraio 2007 | CSS                               |
| 315053 -             | 2007 DZ                  | 16 febbraio 2007 | Calvin College                    |
| 315054 -             | 2007 DP12                | 16 febbraio 2007 | Mount Lemmon Survey               |
| 315055 -             | 2007 DM13                | 16 febbraio 2007 | NEAT                              |
| 315056 -             | 2007 DK14                | 17 febbraio 2007 | Spacewatch                        |
| 315057 -             | 2007 DG16                | 17 febbraio 2007 | Spacewatch                        |
| 315058 -             | 2007 DS17                | 17 febbraio 2007 | Spacewatch                        |
| 315059 -             | 2007 DK20                | 17 febbraio 2007 | Spacewatch                        |
| 315060 -             | 2007 DL28                | 17 febbraio 2007 | Spacewatch                        |
| 315061 -             | 2007 DQ28                | 17 febbraio 2007 | Spacewatch                        |
| 315062 -             | 2007 DW30                | 17 febbraio 2007 | Spacewatch                        |
| 315063 -             | 2007 DP31                | 17 febbraio 2007 | Spacewatch                        |
| 315064 -             | 2007 DS32                | 17 febbraio 2007 | Spacewatch                        |
| 315065 -             | 2007 DC33                | 17 febbraio 2007 | Spacewatch                        |
| 315066 -             | 2007 DL35                | 17 febbraio 2007 | Spacewatch                        |
| 315067 -             | 2007 DD36                | 17 febbraio 2007 | Spacewatch                        |
| 315068 -             | 2007 DE36                | 17 febbraio 2007 | Spacewatch                        |
| 315069 -             | 2007 DW37                | 17 febbraio 2007 | Spacewatch                        |
| 315070 -             | 2007 DH41                | 19 febbraio 2007 | Mount Lemmon Survey               |
| 315071 -             | 2007 DY42                | 17 febbraio 2007 | CSS                               |
| 315072 -             | 2007 DH43                | 20 novembre 2006 | Mount Lemmon Survey               |
| 315073 -             | 2007 DZ45                | 21 febbraio 2007 | Mount Lemmon Survey               |
| 315074 -             | 2007 DC52                | 17 febbraio 2007 | Mount Lemmon Survey               |
| 315075 -             | 2007 DO52                | 19 febbraio 2007 | Mount Lemmon Survey               |
| 315076 -             | 2007 DS58                | 21 febbraio 2007 | Mount Lemmon Survey               |
| 315077 -             | 2007 DT58                | 21 febbraio 2007 | Mount Lemmon Survey               |
| 315078 -             | 2007 DQ59                | 22 febbraio 2007 | LONEOS                            |
| 315079 -             | 2007 DB60                | 22 febbraio 2007 | LINEAR                            |
| 315080 -             | 2007 DM65                | 21 febbraio 2007 | Spacewatch                        |
| 315081 -             | 2007 DK69                | 21 febbraio 2007 | Spacewatch                        |
| 315082 -             | 2007 DP70                | 21 febbraio 2007 | Spacewatch                        |
| 315083 -             | 2007 DU70                | 21 febbraio 2007 | Spacewatch                        |
| 315084 -             | 2007 DE71                | 21 febbraio 2007 | Spacewatch                        |
| 315085 -             | 2007 DS71                | 21 febbraio 2007 | Spacewatch                        |
| 315086 -             | 2007 DO81                | 23 febbraio 2007 | Mount Lemmon Survey               |
| 315087 -             | 2007 DL83                | 25 febbraio 2007 | Mount Lemmon Survey               |
| 315088 Daniels       | 2007 DT84                | 21 febbraio 2007 | Astronomical Research Observatory |
| 315089 -             | 2007 DC86                | 27 gennaio 2007  | Mount Lemmon Survey               |
| 315090 -             | 2007 DS88                | 23 febbraio 2007 | Spacewatch                        |
| 315091 -             | 2007 DL90                | 23 febbraio 2007 | Spacewatch                        |
| 315092 -             | 2007 DJ91                | 23 febbraio 2007 | Mount Lemmon Survey               |
| 315093 -             | 2007 DK91                | 23 febbraio 2007 | Mount Lemmon Survey               |
| 315094 -             | 2007 DS91                | 23 febbraio 2007 | Mount Lemmon Survey               |
| 315095 -             | 2007 DL99                | 25 febbraio 2007 | Mount Lemmon Survey               |
| 315096 -             | 2007 DG112               | 27 febbraio 2007 | Spacewatch                        |
| 315097 -             | 2007 DW116               | 23 febbraio 2007 | CSS                               |
| 315098 -             | 2007 EX                  | 10 marzo 2007    | Siding Spring Survey              |
| 315099 -             | 2007 EK3                 | 9 marzo 2007     | CSS                               |
| 315100 -             | 2007 EA4                 | 9 marzo 2007     | Spacewatch                        |

## 315101-315200
| Nome               | Designazione provvisoria | Data di scoperta | Scopritore                        |
| ------------------ | ------------------------ | ---------------- | --------------------------------- |
| 315101 -           | 2007 EU5                 | 9 marzo 2007     | Mount Lemmon Survey               |
| 315102 -           | 2007 EO8                 | 9 marzo 2007     | Mount Lemmon Survey               |
| 315103 -           | 2007 EX8                 | 9 marzo 2007     | Mount Lemmon Survey               |
| 315104 -           | 2007 EP14                | 17 novembre 2006 | Spacewatch                        |
| 315105 -           | 2007 ET19                | 10 marzo 2007    | Mount Lemmon Survey               |
| 315106 -           | 2007 EQ21                | 10 marzo 2007    | NEAT                              |
| 315107 -           | 2007 EX25                | 11 marzo 2007    | Kocher, P.                        |
| 315108 -           | 2007 EY31                | 10 marzo 2007    | NEAT                              |
| 315109 -           | 2007 EQ36                | 11 marzo 2007    | LONEOS                            |
| 315110 -           | 2007 EL37                | 11 marzo 2007    | Mount Lemmon Survey               |
| 315111 -           | 2007 EU37                | 11 marzo 2007    | Mount Lemmon Survey               |
| 315112 -           | 2007 EB42                | 9 marzo 2007     | Spacewatch                        |
| 315113 -           | 2007 EK48                | 9 marzo 2007     | Spacewatch                        |
| 315114 -           | 2007 ED50                | 10 marzo 2007    | Mount Lemmon Survey               |
| 315115 -           | 2007 EJ51                | 10 marzo 2007    | NEAT                              |
| 315116 -           | 2007 EX51                | 11 marzo 2007    | CSS                               |
| 315117 -           | 2007 EL53                | 11 marzo 2007    | Mount Lemmon Survey               |
| 315118 -           | 2007 EU65                | 10 marzo 2007    | Spacewatch                        |
| 315119 -           | 2007 EC69                | 10 marzo 2007    | Spacewatch                        |
| 315120 -           | 2007 EM75                | 10 marzo 2007    | Spacewatch                        |
| 315121 -           | 2007 EW79                | 10 marzo 2007    | Spacewatch                        |
| 315122 -           | 2007 EG81                | 11 marzo 2007    | Mount Lemmon Survey               |
| 315123 -           | 2007 EE82                | 11 marzo 2007    | LONEOS                            |
| 315124 -           | 2007 EG82                | 11 marzo 2007    | LONEOS                            |
| 315125 -           | 2007 EV84                | 12 marzo 2007    | CSS                               |
| 315126 -           | 2007 EC85                | 12 marzo 2007    | CSS                               |
| 315127 -           | 2007 ES87                | 12 marzo 2007    | CSS                               |
| 315128 -           | 2007 EE91                | 9 marzo 2007     | Spacewatch                        |
| 315129 -           | 2007 ED96                | 10 marzo 2007    | Mount Lemmon Survey               |
| 315130 -           | 2007 EO98                | 26 febbraio 2007 | Mount Lemmon Survey               |
| 315131 -           | 2007 EH100               | 11 marzo 2007    | Spacewatch                        |
| 315132 -           | 2007 EM100               | 11 marzo 2007    | CSS                               |
| 315133 -           | 2007 EV103               | 23 febbraio 2007 | Mount Lemmon Survey               |
| 315134 -           | 2007 EU108               | 11 marzo 2007    | Spacewatch                        |
| 315135 -           | 2007 EJ112               | 11 marzo 2007    | Spacewatch                        |
| 315136 -           | 2007 EK113               | 12 marzo 2007    | Spacewatch                        |
| 315137 -           | 2007 EM113               | 12 marzo 2007    | Spacewatch                        |
| 315138 -           | 2007 EP122               | 24 novembre 2006 | Mount Lemmon Survey               |
| 315139 -           | 2007 EM126               | 9 marzo 2007     | Spacewatch                        |
| 315140 -           | 2007 EO129               | 23 febbraio 2007 | Mount Lemmon Survey               |
| 315141 -           | 2007 EZ144               | 12 marzo 2007    | Mount Lemmon Survey               |
| 315142 -           | 2007 EJ154               | 12 marzo 2007    | Spacewatch                        |
| 315143 -           | 2007 EU160               | 14 marzo 2007    | CSS                               |
| 315144 -           | 2007 EC161               | 14 marzo 2007    | CSS                               |
| 315145 -           | 2007 EU169               | 13 marzo 2007    | Spacewatch                        |
| 315146 -           | 2007 EA171               | 15 marzo 2007    | CSS                               |
| 315147 -           | 2007 EO173               | 14 marzo 2007    | Spacewatch                        |
| 315148 -           | 2007 EJ183               | 12 marzo 2007    | Mount Lemmon Survey               |
| 315149 -           | 2007 EF213               | 15 marzo 2007    | Siding Spring Survey              |
| 315150 -           | 2007 EZ215               | 12 marzo 2007    | CSS                               |
| 315151 -           | 2007 EH219               | 14 marzo 2007    | Mount Lemmon Survey               |
| 315152 -           | 2007 ET222               | 10 marzo 2007    | CSS                               |
| 315153 -           | 2007 ED223               | 12 marzo 2007    | CSS                               |
| 315154 -           | 2007 FC2                 | 16 marzo 2007    | CSS                               |
| 315155 -           | 2007 FC12                | 17 marzo 2007    | LINEAR                            |
| 315156 -           | 2007 FL12                | 17 marzo 2007    | LINEAR                            |
| 315157 -           | 2007 FQ13                | 19 marzo 2007    | Mount Lemmon Survey               |
| 315158 -           | 2007 FS18                | 20 marzo 2007    | Mount Lemmon Survey               |
| 315159 -           | 2007 FX22                | 26 febbraio 2007 | Mount Lemmon Survey               |
| 315160 -           | 2007 FE23                | 20 marzo 2007    | Spacewatch                        |
| 315161 -           | 2007 FL23                | 20 marzo 2007    | Spacewatch                        |
| 315162 -           | 2007 FL24                | 12 novembre 1999 | LINEAR                            |
| 315163 -           | 2007 FR30                | 20 marzo 2007    | Mount Lemmon Survey               |
| 315164 -           | 2007 FB32                | 20 marzo 2007    | Spacewatch                        |
| 315165 -           | 2007 FZ36                | 26 marzo 2007    | Spacewatch                        |
| 315166 Pawelmaksym | 2007 GA4                 | 6 aprile 2007    | Astronomical Research Observatory |
| 315167 -           | 2007 GE4                 | 11 aprile 2007   | CSS                               |
| 315168 -           | 2007 GE21                | 11 aprile 2007   | Mount Lemmon Survey               |
| 315169 -           | 2007 GH33                | 11 aprile 2007   | CSS                               |
| 315170 -           | 2007 GW37                | 14 aprile 2007   | Spacewatch                        |
| 315171 -           | 2007 GB69                | 15 aprile 2007   | Mount Lemmon Survey               |
| 315172 -           | 2007 GY74                | 3 gennaio 2006   | LINEAR                            |
| 315173 -           | 2007 HS4                 | 18 aprile 2007   | LINEAR                            |
| 315174 Sellek      | 2007 HG5                 | 20 marzo 2007    | CSS                               |
| 315175 -           | 2007 HW14                | 20 aprile 2007   | Apitzsch, R.                      |
| 315176 -           | 2007 HX41                | 22 aprile 2007   | Mount Lemmon Survey               |
| 315177 -           | 2007 HB47                | 20 aprile 2007   | Mount Lemmon Survey               |
| 315178 -           | 2007 HF64                | 22 aprile 2007   | Mount Lemmon Survey               |
| 315179 -           | 2007 HG78                | 23 aprile 2007   | CSS                               |
| 315180 -           | 2007 HO80                | 25 aprile 2007   | Mount Lemmon Survey               |
| 315181 -           | 2007 HA90                | 20 marzo 2007    | LONEOS                            |
| 315182 -           | 2007 JP36                | 9 maggio 2007    | Mount Lemmon Survey               |
| 315183 -           | 2007 JK42                | 10 maggio 2007   | CSS                               |
| 315184 -           | 2007 JM42                | 11 maggio 2007   | CSS                               |
| 315185 -           | 2007 KD1                 | 16 maggio 2007   | Mount Lemmon Survey               |
| 315186 Schade      | 2007 LD30                | 11 giugno 2007   | Balam, D. D.                      |
| 315187 -           | 2007 OS1                 | 19 luglio 2007   | OAM                               |
| 315188 -           | 2007 PZ13                | 8 agosto 2007    | LINEAR                            |
| 315189 -           | 2007 PQ20                | 9 agosto 2007    | LINEAR                            |
| 315190 -           | 2007 PE22                | 10 agosto 2007   | Spacewatch                        |
| 315191 -           | 2007 PH22                | 10 agosto 2007   | Spacewatch                        |
| 315192 -           | 2007 PG27                | 10 agosto 2007   | Hönig, S. F., Teamo, N.           |
| 315193 -           | 2007 PZ36                | 13 agosto 2007   | LINEAR                            |
| 315194 -           | 2007 PO37                | 13 agosto 2007   | LINEAR                            |
| 315195 -           | 2007 PM40                | 13 agosto 2007   | LINEAR                            |
| 315196 -           | 2007 PG43                | 9 agosto 2007    | LINEAR                            |
| 315197 -           | 2007 PF45                | 10 agosto 2007   | Spacewatch                        |
| 315198 -           | 2007 PB49                | 12 agosto 2007   | PMO NEO Survey Program            |
| 315199 -           | 2007 QD                  | 16 agosto 2007   | San Marcello                      |
| 315200 -           | 2007 QQ9                 | 22 agosto 2007   | LINEAR                            |

## 315201-315300
| Nome                 | Designazione provvisoria | Data di scoperta  | Scopritore             |
| -------------------- | ------------------------ | ----------------- | ---------------------- |
| 315201 -             | 2007 QX9                 | 22 agosto 2007    | LINEAR                 |
| 315202 -             | 2007 QN12                | 23 agosto 2007    | Siding Spring Survey   |
| 315203 -             | 2007 QK15                | 24 agosto 2007    | Spacewatch             |
| 315204 -             | 2007 QM15                | 24 agosto 2007    | Spacewatch             |
| 315205 -             | 2007 QO15                | 24 agosto 2007    | Spacewatch             |
| 315206 -             | 2007 RQ1                 | 4 settembre 2007  | Lowe, A.               |
| 315207 -             | 2007 RP10                | 3 settembre 2007  | CSS                    |
| 315208 -             | 2007 RS22                | 3 settembre 2007  | CSS                    |
| 315209 -             | 2007 RC37                | 8 settembre 2007  | Mount Lemmon Survey    |
| 315210 -             | 2007 RO48                | 9 settembre 2007  | Mount Lemmon Survey    |
| 315211 -             | 2007 RX52                | 9 settembre 2007  | Spacewatch             |
| 315212 -             | 2007 RJ60                | 10 settembre 2007 | CSS                    |
| 315213 -             | 2007 RL87                | 10 settembre 2007 | Mount Lemmon Survey    |
| 315214 -             | 2007 RV95                | 10 settembre 2007 | Spacewatch             |
| 315215 -             | 2007 RL97                | 10 settembre 2007 | Spacewatch             |
| 315216 -             | 2007 RM105               | 11 settembre 2007 | CSS                    |
| 315217 -             | 2007 RJ108               | 11 settembre 2007 | Spacewatch             |
| 315218 La Boétie     | 2007 RR133               | 13 settembre 2007 | Christophe, B.         |
| 315219 -             | 2007 RX137               | 14 settembre 2007 | LONEOS                 |
| 315220 -             | 2007 RK140               | 13 settembre 2007 | LINEAR                 |
| 315221 -             | 2007 RS148               | 12 settembre 2007 | CSS                    |
| 315222 -             | 2007 RA149               | 12 settembre 2007 | CSS                    |
| 315223 -             | 2007 RP154               | 10 settembre 2007 | CSS                    |
| 315224 -             | 2007 RR154               | 10 settembre 2007 | Mount Lemmon Survey    |
| 315225 -             | 2007 RO155               | 10 settembre 2007 | Mount Lemmon Survey    |
| 315226 -             | 2007 RN175               | 10 settembre 2007 | Spacewatch             |
| 315227 -             | 2007 RB179               | 10 settembre 2007 | Mount Lemmon Survey    |
| 315228 -             | 2007 RC192               | 11 settembre 2007 | Spacewatch             |
| 315229 -             | 2007 RW206               | 10 settembre 2007 | Spacewatch             |
| 315230 -             | 2007 RA213               | 12 settembre 2007 | LONEOS                 |
| 315231 -             | 2007 RX227               | 10 settembre 2007 | Mount Lemmon Survey    |
| 315232 -             | 2007 RY227               | 10 settembre 2007 | Mount Lemmon Survey    |
| 315233 -             | 2007 RG247               | 12 settembre 2007 | CSS                    |
| 315234 -             | 2007 RP260               | 14 settembre 2007 | Mount Lemmon Survey    |
| 315235 -             | 2007 RH261               | 14 settembre 2007 | Spacewatch             |
| 315236 -             | 2007 RX269               | 15 settembre 2007 | Spacewatch             |
| 315237 -             | 2007 RW272               | 15 settembre 2007 | Spacewatch             |
| 315238 -             | 2007 RK275               | 14 agosto 2007    | Siding Spring Survey   |
| 315239 -             | 2007 RB280               | 10 settembre 2007 | CSS                    |
| 315240 -             | 2007 RP284               | 11 settembre 2007 | PMO NEO Survey Program |
| 315241 -             | 2007 RN290               | 10 settembre 2007 | Mount Lemmon Survey    |
| 315242 -             | 2007 RB291               | 14 settembre 2007 | Mount Lemmon Survey    |
| 315243 -             | 2007 RE296               | 14 settembre 2007 | Mount Lemmon Survey    |
| 315244 -             | 2007 RT296               | 14 settembre 2007 | Mount Lemmon Survey    |
| 315245 -             | 2007 RY298               | 12 settembre 2007 | CSS                    |
| 315246 -             | 2007 RP300               | 15 settembre 2007 | LUSS                   |
| 315247 -             | 2007 RO311               | 12 settembre 2007 | CSS                    |
| 315248 -             | 2007 RX320               | 10 settembre 2007 | Spacewatch             |
| 315249 -             | 2007 SS3                 | 16 settembre 2007 | LINEAR                 |
| 315250 -             | 2007 SR5                 | 19 settembre 2007 | LINEAR                 |
| 315251 -             | 2007 SJ11                | 16 settembre 2007 | Schwab, E., Kling, R.  |
| 315252 -             | 2007 TW7                 | 7 ottobre 2007    | Molnar, L. A.          |
| 315253 -             | 2007 TY8                 | 6 ottobre 2007    | Bickel, W.             |
| 315254 -             | 2007 TK10                | 6 ottobre 2007    | LINEAR                 |
| 315255 -             | 2007 TP10                | 6 ottobre 2007    | LINEAR                 |
| 315256 -             | 2007 TK12                | 6 ottobre 2007    | LINEAR                 |
| 315257 -             | 2007 TO14                | 7 ottobre 2007    | Ries, W.               |
| 315258 -             | 2007 TK18                | 8 ottobre 2007    | Tucker, R. A.          |
| 315259 -             | 2007 TO18                | 8 ottobre 2007    | Tucker, R. A.          |
| 315260 -             | 2007 TN27                | 4 ottobre 2007    | Spacewatch             |
| 315261 -             | 2007 TM40                | 6 ottobre 2007    | Spacewatch             |
| 315262 -             | 2007 TE41                | 6 ottobre 2007    | Spacewatch             |
| 315263 -             | 2007 TA46                | 7 ottobre 2007    | CSS                    |
| 315264 -             | 2007 TQ46                | 4 ottobre 2007    | Spacewatch             |
| 315265 -             | 2007 TL48                | 4 ottobre 2007    | Spacewatch             |
| 315266 -             | 2007 TX57                | 4 ottobre 2007    | Spacewatch             |
| 315267 -             | 2007 TJ61                | 7 ottobre 2007    | Mount Lemmon Survey    |
| 315268 -             | 2007 TR64                | 7 ottobre 2007    | Mount Lemmon Survey    |
| 315269 -             | 2007 TM66                | 10 ottobre 2007   | Durig, D. T.           |
| 315270 -             | 2007 TP69                | 14 ottobre 2007   | Lowe, A.               |
| 315271 -             | 2007 TA76                | 4 ottobre 2007    | Spacewatch             |
| 315272 -             | 2007 TQ81                | 7 ottobre 2007    | CSS                    |
| 315273 -             | 2007 TO87                | 8 ottobre 2007    | Mount Lemmon Survey    |
| 315274 -             | 2007 TX87                | 8 ottobre 2007    | Mount Lemmon Survey    |
| 315275 -             | 2007 TJ90                | 8 ottobre 2007    | Mount Lemmon Survey    |
| 315276 Yurigradovsky | 2007 TK91                | 1 ottobre 2007    | Andrushivka            |
| 315277 -             | 2007 TT105               | 15 ottobre 2007   | Karge, S., Kling, R.   |
| 315278 -             | 2007 TS107               | 4 ottobre 2007    | CSS                    |
| 315279 -             | 2007 TP108               | 7 ottobre 2007    | CSS                    |
| 315280 -             | 2007 TD109               | 7 ottobre 2007    | CSS                    |
| 315281 -             | 2007 TG112               | 8 ottobre 2007    | CSS                    |
| 315282 -             | 2007 TG114               | 8 ottobre 2007    | CSS                    |
| 315283 -             | 2007 TM119               | 9 ottobre 2007    | Spacewatch             |
| 315284 -             | 2007 TW124               | 6 ottobre 2007    | Spacewatch             |
| 315285 -             | 2007 TG125               | 6 ottobre 2007    | Spacewatch             |
| 315286 -             | 2007 TM125               | 6 ottobre 2007    | Spacewatch             |
| 315287 -             | 2007 TK128               | 6 ottobre 2007    | Spacewatch             |
| 315288 -             | 2007 TL129               | 6 ottobre 2007    | Spacewatch             |
| 315289 -             | 2007 TH133               | 7 ottobre 2007    | Mount Lemmon Survey    |
| 315290 -             | 2007 TN145               | 6 ottobre 2007    | LINEAR                 |
| 315291 -             | 2007 TJ147               | 7 ottobre 2007    | LINEAR                 |
| 315292 -             | 2007 TM148               | 7 ottobre 2007    | LINEAR                 |
| 315293 -             | 2007 TO155               | 9 ottobre 2007    | LINEAR                 |
| 315294 -             | 2007 TK156               | 9 ottobre 2007    | LINEAR                 |
| 315295 -             | 2007 TB157               | 9 ottobre 2007    | LINEAR                 |
| 315296 -             | 2007 TF157               | 9 ottobre 2007    | LINEAR                 |
| 315297 -             | 2007 TB158               | 9 ottobre 2007    | LINEAR                 |
| 315298 -             | 2007 TH160               | 9 ottobre 2007    | LINEAR                 |
| 315299 -             | 2007 TF163               | 11 ottobre 2007   | LINEAR                 |
| 315300 -             | 2007 TQ169               | 12 ottobre 2007   | LINEAR                 |

## 315301-315400
| Nome     | Designazione provvisoria | Data di scoperta | Scopritore             |
| -------- | ------------------------ | ---------------- | ---------------------- |
| 315301 - | 2007 TA174               | 4 ottobre 2007   | CSS                    |
| 315302 - | 2007 TV177               | 6 ottobre 2007   | Spacewatch             |
| 315303 - | 2007 TM187               | 13 ottobre 2007  | LINEAR                 |
| 315304 - | 2007 TS199               | 8 ottobre 2007   | Spacewatch             |
| 315305 - | 2007 TO204               | 8 ottobre 2007   | Mount Lemmon Survey    |
| 315306 - | 2007 TN212               | 7 ottobre 2007   | Spacewatch             |
| 315307 - | 2007 TE216               | 7 ottobre 2007   | Spacewatch             |
| 315308 - | 2007 TO216               | 7 ottobre 2007   | Spacewatch             |
| 315309 - | 2007 TF233               | 8 ottobre 2007   | Spacewatch             |
| 315310 - | 2007 TE234               | 8 ottobre 2007   | Spacewatch             |
| 315311 - | 2007 TX236               | 9 ottobre 2007   | Mount Lemmon Survey    |
| 315312 - | 2007 TU244               | 8 ottobre 2007   | CSS                    |
| 315313 - | 2007 TL257               | 10 ottobre 2007  | Spacewatch             |
| 315314 - | 2007 TC273               | 9 ottobre 2007   | Spacewatch             |
| 315315 - | 2007 TS290               | 12 ottobre 2007  | Mount Lemmon Survey    |
| 315316 - | 2007 TJ296               | 10 ottobre 2007  | Mount Lemmon Survey    |
| 315317 - | 2007 TQ299               | 12 ottobre 2007  | Spacewatch             |
| 315318 - | 2007 TU309               | 10 ottobre 2007  | Mount Lemmon Survey    |
| 315319 - | 2007 TH317               | 12 ottobre 2007  | Spacewatch             |
| 315320 - | 2007 TY332               | 11 ottobre 2007  | Spacewatch             |
| 315321 - | 2007 TW333               | 11 ottobre 2007  | Spacewatch             |
| 315322 - | 2007 TB347               | 13 ottobre 2007  | Mount Lemmon Survey    |
| 315323 - | 2007 TD353               | 8 ottobre 2007   | Mount Lemmon Survey    |
| 315324 - | 2007 TP354               | 10 ottobre 2007  | CSS                    |
| 315325 - | 2007 TP367               | 10 ottobre 2007  | LONEOS                 |
| 315326 - | 2007 TJ368               | 10 ottobre 2007  | Mount Lemmon Survey    |
| 315327 - | 2007 TK373               | 14 ottobre 2007  | Spacewatch             |
| 315328 - | 2007 TQ379               | 13 ottobre 2007  | Mount Lemmon Survey    |
| 315329 - | 2007 TQ380               | 14 ottobre 2007  | Spacewatch             |
| 315330 - | 2007 TC381               | 14 ottobre 2007  | Spacewatch             |
| 315331 - | 2007 TD392               | 15 ottobre 2007  | CSS                    |
| 315332 - | 2007 TW392               | 15 ottobre 2007  | Spacewatch             |
| 315333 - | 2007 TK393               | 13 ottobre 2007  | CSS                    |
| 315334 - | 2007 TC411               | 13 ottobre 2007  | CSS                    |
| 315335 - | 2007 TH411               | 13 ottobre 2007  | CSS                    |
| 315336 - | 2007 TM418               | 4 ottobre 2007   | Spacewatch             |
| 315337 - | 2007 TH419               | 11 ottobre 2007  | Spacewatch             |
| 315338 - | 2007 TO419               | 15 ottobre 2007  | Spacewatch             |
| 315339 - | 2007 TQ441               | 15 febbraio 2002 | NEAT                   |
| 315340 - | 2007 TP445               | 6 ottobre 2007   | Spacewatch             |
| 315341 - | 2007 TU445               | 7 ottobre 2007   | Spacewatch             |
| 315342 - | 2007 TF451               | 15 ottobre 2007  | Mount Lemmon Survey    |
| 315343 - | 2007 UW2                 | 16 ottobre 2007  | Yeung, W. K. Y.        |
| 315344 - | 2007 UO4                 | 16 ottobre 2007  | BATTeRS                |
| 315345 - | 2007 UE10                | 17 ottobre 2007  | LONEOS                 |
| 315346 - | 2007 UT10                | 18 ottobre 2007  | LONEOS                 |
| 315347 - | 2007 UA11                | 19 ottobre 2007  | LONEOS                 |
| 315348 - | 2007 UB11                | 19 ottobre 2007  | LONEOS                 |
| 315349 - | 2007 UO11                | 19 ottobre 2007  | LINEAR                 |
| 315350 - | 2007 UN13                | 16 ottobre 2007  | Spacewatch             |
| 315351 - | 2007 UX14                | 17 ottobre 2007  | CSS                    |
| 315352 - | 2007 UY28                | 18 ottobre 2007  | Spacewatch             |
| 315353 - | 2007 UL44                | 18 ottobre 2007  | Mount Lemmon Survey    |
| 315354 - | 2007 UP45                | 19 ottobre 2007  | Spacewatch             |
| 315355 - | 2007 UG46                | 20 ottobre 2007  | CSS                    |
| 315356 - | 2007 UV54                | 30 ottobre 2007  | Spacewatch             |
| 315357 - | 2007 UR57                | 30 ottobre 2007  | Mount Lemmon Survey    |
| 315358 - | 2007 UG58                | 30 ottobre 2007  | Mount Lemmon Survey    |
| 315359 - | 2007 UC65                | 30 ottobre 2007  | Mount Lemmon Survey    |
| 315360 - | 2007 UY71                | 31 ottobre 2007  | Spacewatch             |
| 315361 - | 2007 UY78                | 30 ottobre 2007  | Mount Lemmon Survey    |
| 315362 - | 2007 UQ101               | 30 ottobre 2007  | Spacewatch             |
| 315363 - | 2007 UZ127               | 20 ottobre 2007  | Mount Lemmon Survey    |
| 315364 - | 2007 UC142               | 26 ottobre 2007  | Mount Lemmon Survey    |
| 315365 - | 2007 VB                  | 1 novembre 2007  | Lowe, A.               |
| 315366 - | 2007 VU1                 | 1 novembre 2007  | LINEAR                 |
| 315367 - | 2007 VV1                 | 1 novembre 2007  | LINEAR                 |
| 315368 - | 2007 VX2                 | 2 novembre 2007  | Mount Lemmon Survey    |
| 315369 - | 2007 VG6                 | 3 novembre 2007  | Mount Lemmon Survey    |
| 315370 - | 2007 VT9                 | 3 novembre 2007  | Yeung, W. K. Y.        |
| 315371 - | 2007 VJ18                | 1 novembre 2007  | Mount Lemmon Survey    |
| 315372 - | 2007 VQ26                | 2 novembre 2007  | Mount Lemmon Survey    |
| 315373 - | 2007 VS38                | 2 novembre 2007  | CSS                    |
| 315374 - | 2007 VN39                | 3 novembre 2007  | Spacewatch             |
| 315375 - | 2007 VV42                | 3 novembre 2007  | Mount Lemmon Survey    |
| 315376 - | 2007 VM49                | 1 novembre 2007  | Spacewatch             |
| 315377 - | 2007 VO50                | 1 novembre 2007  | Spacewatch             |
| 315378 - | 2007 VC54                | 1 novembre 2007  | Spacewatch             |
| 315379 - | 2007 VU54                | 1 novembre 2007  | Spacewatch             |
| 315380 - | 2007 VE55                | 1 novembre 2007  | Spacewatch             |
| 315381 - | 2007 VN63                | 1 novembre 2007  | Spacewatch             |
| 315382 - | 2007 VQ64                | 1 novembre 2007  | Spacewatch             |
| 315383 - | 2007 VX66                | 2 novembre 2007  | Spacewatch             |
| 315384 - | 2007 VP72                | 1 novembre 2007  | Spacewatch             |
| 315385 - | 2007 VM83                | 4 novembre 2007  | Mount Lemmon Survey    |
| 315386 - | 2007 VY86                | 2 novembre 2007  | LINEAR                 |
| 315387 - | 2007 VG89                | 4 novembre 2007  | LINEAR                 |
| 315388 - | 2007 VP91                | 7 novembre 2007  | BATTeRS                |
| 315389 - | 2007 VT97                | 17 gennaio 2005  | Spacewatch             |
| 315390 - | 2007 VH105               | 3 novembre 2007  | Spacewatch             |
| 315391 - | 2007 VX107               | 3 novembre 2007  | Spacewatch             |
| 315392 - | 2007 VN111               | 3 novembre 2007  | Spacewatch             |
| 315393 - | 2007 VH114               | 3 novembre 2007  | Spacewatch             |
| 315394 - | 2007 VY118               | 4 novembre 2007  | Spacewatch             |
| 315395 - | 2007 VU121               | 5 novembre 2007  | Spacewatch             |
| 315396 - | 2007 VJ125               | 5 novembre 2007  | PMO NEO Survey Program |
| 315397 - | 2007 VS135               | 3 novembre 2007  | Mount Lemmon Survey    |
| 315398 - | 2007 VR138               | 2 novembre 2007  | Spacewatch             |
| 315399 - | 2007 VE141               | 4 novembre 2007  | Mount Lemmon Survey    |
| 315400 - | 2007 VE143               | 4 novembre 2007  | Spacewatch             |

## 315401-315500
| Nome         | Designazione provvisoria | Data di scoperta  | Scopritore                 |
| ------------ | ------------------------ | ----------------- | -------------------------- |
| 315401 -     | 2007 VU144               | 4 novembre 2007   | Spacewatch                 |
| 315402 -     | 2007 VZ153               | 4 novembre 2007   | Spacewatch                 |
| 315403 -     | 2007 VM168               | 5 novembre 2007   | Spacewatch                 |
| 315404 -     | 2007 VM181               | 7 novembre 2007   | Mount Lemmon Survey        |
| 315405 -     | 2007 VZ183               | 12 novembre 2007  | LINEAR                     |
| 315406 -     | 2007 VF185               | 6 novembre 2007   | Spacewatch                 |
| 315407 -     | 2007 VE192               | 4 novembre 2007   | Mount Lemmon Survey        |
| 315408 -     | 2007 VJ193               | 4 novembre 2007   | Mount Lemmon Survey        |
| 315409 -     | 2007 VS194               | 5 novembre 2007   | Mount Lemmon Survey        |
| 315410 -     | 2007 VE197               | 7 novembre 2007   | Mount Lemmon Survey        |
| 315411 -     | 2007 VJ198               | 8 novembre 2007   | Mount Lemmon Survey        |
| 315412 -     | 2007 VQ198               | 8 novembre 2007   | Mount Lemmon Survey        |
| 315413 -     | 2007 VE219               | 9 novembre 2007   | Spacewatch                 |
| 315414 -     | 2007 VH227               | 12 novembre 2007  | CSS                        |
| 315415 -     | 2007 VC233               | 7 novembre 2007   | Spacewatch                 |
| 315416 -     | 2007 VK233               | 8 novembre 2007   | Spacewatch                 |
| 315417 -     | 2007 VZ237               | 12 novembre 2007  | CSS                        |
| 315418 -     | 2007 VE241               | 11 novembre 2007  | Mount Lemmon Survey        |
| 315419 -     | 2007 VW244               | 14 novembre 2007  | BATTeRS                    |
| 315420 -     | 2007 VU245               | 8 novembre 2007   | CSS                        |
| 315421 -     | 2007 VY247               | 13 novembre 2007  | Mount Lemmon Survey        |
| 315422 -     | 2007 VY251               | 12 novembre 2007  | Mount Lemmon Survey        |
| 315423 -     | 2007 VQ252               | 12 novembre 2007  | Mount Lemmon Survey        |
| 315424 -     | 2007 VU254               | 15 novembre 2007  | LONEOS                     |
| 315425 -     | 2007 VZ255               | 13 novembre 2007  | Spacewatch                 |
| 315426 -     | 2007 VZ259               | 15 novembre 2007  | Mount Lemmon Survey        |
| 315427 -     | 2007 VS263               | 13 novembre 2007  | Mount Lemmon Survey        |
| 315428 -     | 2007 VJ286               | 14 novembre 2007  | Spacewatch                 |
| 315429 -     | 2007 VG291               | 14 novembre 2007  | Spacewatch                 |
| 315430 -     | 2007 VQ292               | 14 novembre 2007  | Spacewatch                 |
| 315431 -     | 2007 VX292               | 15 novembre 2007  | CSS                        |
| 315432 -     | 2007 VX294               | 14 novembre 2007  | Spacewatch                 |
| 315433 -     | 2007 VM295               | 13 novembre 2007  | CSS                        |
| 315434 -     | 2007 VD299               | 11 novembre 2007  | LONEOS                     |
| 315435 -     | 2007 VQ301               | 11 novembre 2007  | BATTeRS                    |
| 315436 -     | 2007 VA311               | 8 novembre 2007   | Mount Lemmon Survey        |
| 315437 -     | 2007 VZ312               | 3 novembre 2007   | Spacewatch                 |
| 315438 -     | 2007 VP326               | 4 novembre 2007   | Spacewatch                 |
| 315439 -     | 2007 VN335               | 14 novembre 2007  | Mount Lemmon Survey        |
| 315440 -     | 2007 WX1                 | 17 novembre 2007  | Lowe, A.                   |
| 315441 -     | 2007 WD11                | 25 marzo 2006     | Spacewatch                 |
| 315442 -     | 2007 WJ15                | 18 novembre 2007  | Mount Lemmon Survey        |
| 315443 -     | 2007 WL24                | 18 novembre 2007  | Mount Lemmon Survey        |
| 315444 -     | 2007 WV25                | 18 novembre 2007  | Mount Lemmon Survey        |
| 315445 -     | 2007 WM41                | 18 novembre 2007  | Mount Lemmon Survey        |
| 315446 -     | 2007 WQ54                | 19 novembre 2007  | Mount Lemmon Survey        |
| 315447 -     | 2007 WS59                | 18 novembre 2007  | Spacewatch                 |
| 315448 -     | 2007 WZ60                | 18 novembre 2007  | Spacewatch                 |
| 315449 -     | 2007 XD3                 | 3 dicembre 2007   | CSS                        |
| 315450 -     | 2007 XQ5                 | 4 dicembre 2007   | CSS                        |
| 315451 -     | 2007 XF9                 | 4 dicembre 2007   | Mount Lemmon Survey        |
| 315452 -     | 2007 XJ12                | 4 dicembre 2007   | Spacewatch                 |
| 315453 -     | 2007 XL13                | 4 dicembre 2007   | CSS                        |
| 315454 -     | 2007 XE15                | 5 dicembre 2007   | BATTeRS                    |
| 315455 -     | 2007 XY20                | 12 dicembre 2007  | OAM                        |
| 315456 -     | 2007 XB22                | 10 dicembre 2007  | LINEAR                     |
| 315457 -     | 2007 XC28                | 14 dicembre 2007  | PMO NEO Survey Program     |
| 315458 -     | 2007 XC30                | 15 dicembre 2007  | CSS                        |
| 315459 -     | 2007 XM32                | 15 dicembre 2007  | CSS                        |
| 315460 -     | 2007 XZ32                | 15 dicembre 2007  | Spacewatch                 |
| 315461 -     | 2007 XN37                | 13 dicembre 2007  | LINEAR                     |
| 315462 -     | 2007 XM42                | 14 dicembre 2007  | Mount Lemmon Survey        |
| 315463 -     | 2007 XP51                | 4 dicembre 2007   | Mount Lemmon Survey        |
| 315464 -     | 2007 XA53                | 4 dicembre 2007   | Mount Lemmon Survey        |
| 315465 -     | 2007 XV53                | 15 dicembre 2007  | Mount Lemmon Survey        |
| 315466 -     | 2007 XY53                | 14 dicembre 2007  | Mount Lemmon Survey        |
| 315467 -     | 2007 XW54                | 4 dicembre 2007   | Mount Lemmon Survey        |
| 315468 -     | 2007 XZ56                | 30 settembre 2003 | Spacewatch                 |
| 315469 -     | 2007 XX58                | 14 dicembre 2007  | Mount Lemmon Survey        |
| 315470 -     | 2007 YR3                 | 17 dicembre 2007  | Mount Lemmon Survey        |
| 315471 -     | 2007 YY7                 | 16 dicembre 2007  | Mount Lemmon Survey        |
| 315472 -     | 2007 YC10                | 16 dicembre 2007  | Mount Lemmon Survey        |
| 315473 -     | 2007 YQ12                | 17 dicembre 2007  | Mount Lemmon Survey        |
| 315474 -     | 2007 YR15                | 16 dicembre 2007  | Spacewatch                 |
| 315475 -     | 2007 YG16                | 16 dicembre 2007  | Spacewatch                 |
| 315476 -     | 2007 YC21                | 16 dicembre 2007  | Spacewatch                 |
| 315477 -     | 2007 YP33                | 11 marzo 2005     | Spacewatch                 |
| 315478 -     | 2007 YH34                | 28 dicembre 2007  | Spacewatch                 |
| 315479 -     | 2007 YQ38                | 30 dicembre 2007  | Mount Lemmon Survey        |
| 315480 -     | 2007 YK50                | 28 dicembre 2007  | Spacewatch                 |
| 315481 -     | 2007 YP58                | 30 dicembre 2007  | Spacewatch                 |
| 315482 -     | 2007 YL63                | 31 dicembre 2007  | Spacewatch                 |
| 315483 -     | 2007 YV63                | 31 dicembre 2007  | Spacewatch                 |
| 315484 -     | 2007 YD66                | 30 dicembre 2007  | Mount Lemmon Survey        |
| 315485 -     | 2007 YS67                | 17 dicembre 2007  | Mount Lemmon Survey        |
| 315486 -     | 2007 YK71                | 16 dicembre 2007  | LINEAR                     |
| 315487 -     | 2007 YS71                | 18 dicembre 2007  | LINEAR                     |
| 315488 -     | 2007 YZ71                | 18 dicembre 2007  | Spacewatch                 |
| 315489 -     | 2007 YF72                | 18 dicembre 2007  | Mount Lemmon Survey        |
| 315490 -     | 2008 AF                  | 1 gennaio 2008    | BATTeRS                    |
| 315491 -     | 2008 AL                  | 1 gennaio 2008    | Spacewatch                 |
| 315492 -     | 2008 AV                  | 4 gennaio 2008    | Andrushivka                |
| 315493 Zimin | 2008 AE2                 | 6 gennaio 2008    | Korotkiy, S., Kryachko, T. |
| 315494 -     | 2008 AQ2                 | 7 gennaio 2008    | OAM                        |
| 315495 -     | 2008 AQ3                 | 10 gennaio 2008   | Tozzi, F.                  |
| 315496 -     | 2008 AW3                 | 6 gennaio 2008    | OAM                        |
| 315497 -     | 2008 AN4                 | 9 gennaio 2008    | LUSS                       |
| 315498 -     | 2008 AO14                | 10 gennaio 2008   | Spacewatch                 |
| 315499 -     | 2008 AX14                | 10 gennaio 2008   | Spacewatch                 |
| 315500 -     | 2008 AD16                | 23 ottobre 2006   | CSS                        |

## 315501-315600
| Nome               | Designazione provvisoria | Data di scoperta  | Scopritore                   |
| ------------------ | ------------------------ | ----------------- | ---------------------------- |
| 315501 -           | 2008 AM20                | 10 gennaio 2008   | Mount Lemmon Survey          |
| 315502 -           | 2008 AC23                | 10 gennaio 2008   | Mount Lemmon Survey          |
| 315503 -           | 2008 AV25                | 10 gennaio 2008   | Mount Lemmon Survey          |
| 315504 -           | 2008 AJ28                | 10 gennaio 2008   | Mount Lemmon Survey          |
| 315505 -           | 2008 AM28                | 10 gennaio 2008   | Mount Lemmon Survey          |
| 315506 -           | 2008 AH29                | 10 gennaio 2008   | Tucker, R. A.                |
| 315507 -           | 2008 AE30                | 11 gennaio 2008   | Yeung, W. K. Y.              |
| 315508 -           | 2008 AB31                | 12 gennaio 2008   | Mount Lemmon Survey          |
| 315509 -           | 2008 AS34                | 10 gennaio 2008   | Spacewatch                   |
| 315510 -           | 2008 AB44                | 10 gennaio 2008   | Spacewatch                   |
| 315511 -           | 2008 AY47                | 11 gennaio 2008   | Spacewatch                   |
| 315512 -           | 2008 AR54                | 11 gennaio 2008   | Spacewatch                   |
| 315513 -           | 2008 AS57                | 11 gennaio 2008   | Spacewatch                   |
| 315514 -           | 2008 AW60                | 11 gennaio 2008   | Spacewatch                   |
| 315515 -           | 2008 AH67                | 11 gennaio 2008   | Spacewatch                   |
| 315516 -           | 2008 AE68                | 11 gennaio 2008   | Spacewatch                   |
| 315517 -           | 2008 AW68                | 11 gennaio 2008   | Mount Lemmon Survey          |
| 315518 -           | 2008 AC69                | 11 gennaio 2008   | Spacewatch                   |
| 315519 -           | 2008 AA71                | 12 gennaio 2008   | Spacewatch                   |
| 315520 -           | 2008 AH71                | 12 gennaio 2008   | Spacewatch                   |
| 315521 -           | 2008 AX72                | 10 gennaio 2008   | Spacewatch                   |
| 315522 -           | 2008 AN81                | 21 ottobre 2006   | Spacewatch                   |
| 315523 -           | 2008 AZ88                | 13 gennaio 2008   | Spacewatch                   |
| 315524 -           | 2008 AT99                | 14 gennaio 2008   | Spacewatch                   |
| 315525 -           | 2008 AL105               | 15 gennaio 2008   | Mount Lemmon Survey          |
| 315526 -           | 2008 AB108               | 15 gennaio 2008   | Spacewatch                   |
| 315527 -           | 2008 AO114               | 1 gennaio 2008    | Spacewatch                   |
| 315528 -           | 2008 AA118               | 11 gennaio 2008   | Mount Lemmon Survey          |
| 315529 -           | 2008 AN120               | 6 gennaio 2008    | Wiegert, P. A.               |
| 315530 -           | 2008 AP129               | 11 gennaio 2008   | Schwamb, M. E., Brown, M. E. |
| 315531 -           | 2008 AR129               | 11 gennaio 2008   | Mount Lemmon Survey          |
| 315532 -           | 2008 AB135               | 10 gennaio 2008   | Spacewatch                   |
| 315533 -           | 2008 AV137               | 11 gennaio 2008   | LINEAR                       |
| 315534 -           | 2008 BH5                 | 16 gennaio 2008   | Spacewatch                   |
| 315535 -           | 2008 BS9                 | 16 gennaio 2008   | Spacewatch                   |
| 315536 -           | 2008 BS12                | 18 dicembre 2007  | Mount Lemmon Survey          |
| 315537 -           | 2008 BY15                | 28 gennaio 2008   | LUSS                         |
| 315538 -           | 2008 BA17                | 27 gennaio 2008   | Kocher, P.                   |
| 315539 -           | 2008 BE23                | 31 gennaio 2008   | Mount Lemmon Survey          |
| 315540 -           | 2008 BT34                | 30 gennaio 2008   | Mount Lemmon Survey          |
| 315541 -           | 2008 BU38                | 31 gennaio 2008   | Mount Lemmon Survey          |
| 315542 -           | 2008 BW38                | 31 gennaio 2008   | Mount Lemmon Survey          |
| 315543 -           | 2008 BR40                | 31 gennaio 2008   | CSS                          |
| 315544 -           | 2008 BS43                | 30 gennaio 2008   | CSS                          |
| 315545 -           | 2008 BJ46                | 30 gennaio 2008   | Spacewatch                   |
| 315546 -           | 2008 BQ47                | 31 gennaio 2008   | Mount Lemmon Survey          |
| 315547 -           | 2008 BV48                | 30 gennaio 2008   | CSS                          |
| 315548 -           | 2008 BK49                | 19 gennaio 2008   | Mount Lemmon Survey          |
| 315549 -           | 2008 BB52                | 18 gennaio 2008   | Spacewatch                   |
| 315550 -           | 2008 BR52                | 11 febbraio 2004  | Spacewatch                   |
| 315551 -           | 2008 CL4                 | 10 gennaio 2008   | Spacewatch                   |
| 315552 -           | 2008 CM5                 | 5 febbraio 2008   | OAM                          |
| 315553 -           | 2008 CM9                 | 25 settembre 2006 | Spacewatch                   |
| 315554 -           | 2008 CE14                | 3 febbraio 2008   | Spacewatch                   |
| 315555 -           | 2008 CZ15                | 3 febbraio 2008   | Spacewatch                   |
| 315556 -           | 2008 CB20                | 6 febbraio 2008   | CSS                          |
| 315557 -           | 2008 CT22                | 7 febbraio 2008   | OAM                          |
| 315558 -           | 2008 CA24                | 1 febbraio 2008   | Spacewatch                   |
| 315559 -           | 2008 CR27                | 2 febbraio 2008   | Spacewatch                   |
| 315560 -           | 2008 CU28                | 2 febbraio 2008   | Spacewatch                   |
| 315561 -           | 2008 CZ32                | 2 febbraio 2008   | Spacewatch                   |
| 315562 -           | 2008 CV36                | 2 febbraio 2008   | Spacewatch                   |
| 315563 -           | 2008 CW38                | 2 febbraio 2008   | Mount Lemmon Survey          |
| 315564 -           | 2008 CY38                | 2 febbraio 2008   | Mount Lemmon Survey          |
| 315565 -           | 2008 CS40                | 2 febbraio 2008   | Spacewatch                   |
| 315566 -           | 2008 CS43                | 2 febbraio 2008   | Spacewatch                   |
| 315567 -           | 2008 CP46                | 2 febbraio 2008   | Spacewatch                   |
| 315568 -           | 2008 CA47                | 2 febbraio 2008   | Spacewatch                   |
| 315569 -           | 2008 CE48                | 3 febbraio 2008   | CSS                          |
| 315570 -           | 2008 CY50                | 6 febbraio 2008   | CSS                          |
| 315571 -           | 2008 CX53                | 7 febbraio 2008   | CSS                          |
| 315572 -           | 2008 CV55                | 7 febbraio 2008   | Spacewatch                   |
| 315573 -           | 2008 CT58                | 7 febbraio 2008   | Mount Lemmon Survey          |
| 315574 -           | 2008 CX58                | 7 febbraio 2008   | Mount Lemmon Survey          |
| 315575 -           | 2008 CP59                | 7 febbraio 2008   | Mount Lemmon Survey          |
| 315576 -           | 2008 CY66                | 8 febbraio 2008   | CSS                          |
| 315577 Carmenchu   | 2008 CB70                | 9 febbraio 2008   | La Canada                    |
| 315578 -           | 2008 CT73                | 6 febbraio 2008   | CSS                          |
| 315579 Vandersyppe | 2008 CH74                | 10 febbraio 2008  | De Cat, P.                   |
| 315580 -           | 2008 CL75                | 9 febbraio 2008   | Mount Lemmon Survey          |
| 315581 -           | 2008 CP76                | 6 febbraio 2008   | CSS                          |
| 315582 -           | 2008 CV76                | 6 febbraio 2008   | CSS                          |
| 315583 -           | 2008 CF86                | 7 febbraio 2008   | Mount Lemmon Survey          |
| 315584 -           | 2008 CM86                | 7 febbraio 2008   | Mount Lemmon Survey          |
| 315585 -           | 2008 CJ88                | 7 febbraio 2008   | Mount Lemmon Survey          |
| 315586 -           | 2008 CQ88                | 7 febbraio 2008   | Mount Lemmon Survey          |
| 315587 -           | 2008 CM90                | 8 febbraio 2008   | CSS                          |
| 315588 -           | 2008 CJ103               | 9 febbraio 2008   | Spacewatch                   |
| 315589 -           | 2008 CC117               | 12 febbraio 2008  | Lowe, A.                     |
| 315590 -           | 2008 CZ117               | 12 febbraio 2008  | Apitzsch, R.                 |
| 315591 -           | 2008 CM119               | 13 febbraio 2008  | Schiaparelli                 |
| 315592 -           | 2008 CU124               | 7 febbraio 2008   | Spacewatch                   |
| 315593 -           | 2008 CY126               | 8 febbraio 2008   | Spacewatch                   |
| 315594 -           | 2008 CL130               | 8 febbraio 2008   | Spacewatch                   |
| 315595 -           | 2008 CK131               | 8 febbraio 2008   | Spacewatch                   |
| 315596 -           | 2008 CG132               | 8 febbraio 2008   | Spacewatch                   |
| 315597 -           | 2008 CO140               | 8 febbraio 2008   | Spacewatch                   |
| 315598 -           | 2008 CG150               | 9 febbraio 2008   | Spacewatch                   |
| 315599 -           | 2008 CF152               | 31 marzo 2004     | Spacewatch                   |
| 315600 -           | 2008 CG154               | 9 febbraio 2008   | Spacewatch                   |

## 315601-315700
| Nome     | Designazione provvisoria | Data di scoperta | Scopritore               |
| -------- | ------------------------ | ---------------- | ------------------------ |
| 315601 - | 2008 CS157               | 9 febbraio 2008  | CSS                      |
| 315602 - | 2008 CN160               | 9 febbraio 2008  | Spacewatch               |
| 315603 - | 2008 CJ163               | 10 febbraio 2008 | CSS                      |
| 315604 - | 2008 CK168               | 11 febbraio 2008 | Spacewatch               |
| 315605 - | 2008 CX175               | 6 febbraio 2008  | LINEAR                   |
| 315606 - | 2008 CU178               | 18 gennaio 2008  | Mount Lemmon Survey      |
| 315607 - | 2008 CL179               | 6 febbraio 2008  | CSS                      |
| 315608 - | 2008 CY179               | 8 febbraio 2008  | CSS                      |
| 315609 - | 2008 CN180               | 9 febbraio 2008  | CSS                      |
| 315610 - | 2008 CP180               | 9 febbraio 2008  | CSS                      |
| 315611 - | 2008 CS180               | 9 febbraio 2008  | CSS                      |
| 315612 - | 2008 CX181               | 11 febbraio 2008 | Mount Lemmon Survey      |
| 315613 - | 2008 CN182               | 11 febbraio 2008 | Mount Lemmon Survey      |
| 315614 - | 2008 CZ182               | 11 febbraio 2008 | Mount Lemmon Survey      |
| 315615 - | 2008 CZ184               | 2 febbraio 2008  | Spacewatch               |
| 315616 - | 2008 CP192               | 3 febbraio 2008  | Spacewatch               |
| 315617 - | 2008 CW194               | 13 febbraio 2008 | Mount Lemmon Survey      |
| 315618 - | 2008 CD199               | 13 febbraio 2008 | Spacewatch               |
| 315619 - | 2008 CE199               | 13 febbraio 2008 | Spacewatch               |
| 315620 - | 2008 CM199               | 13 febbraio 2008 | Mount Lemmon Survey      |
| 315621 - | 2008 CQ199               | 13 febbraio 2008 | Mount Lemmon Survey      |
| 315622 - | 2008 CW199               | 13 febbraio 2008 | Mount Lemmon Survey      |
| 315623 - | 2008 CZ200               | 11 febbraio 2008 | Mount Lemmon Survey      |
| 315624 - | 2008 CF204               | 10 febbraio 2008 | Spacewatch               |
| 315625 - | 2008 CS205               | 2 febbraio 2008  | Spacewatch               |
| 315626 - | 2008 CY205               | 3 febbraio 2008  | Spacewatch               |
| 315627 - | 2008 CV209               | 7 febbraio 2008  | Mount Lemmon Survey      |
| 315628 - | 2008 CD210               | 29 agosto 2006   | Spacewatch               |
| 315629 - | 2008 CE213               | 9 febbraio 2008  | LINEAR                   |
| 315630 - | 2008 CU215               | 13 febbraio 2008 | Mount Lemmon Survey      |
| 315631 - | 2008 DV5                 | 24 febbraio 2008 | Spacewatch               |
| 315632 - | 2008 DC14                | 26 febbraio 2008 | Mount Lemmon Survey      |
| 315633 - | 2008 DC15                | 26 febbraio 2008 | Mount Lemmon Survey      |
| 315634 - | 2008 DL18                | 26 febbraio 2008 | Mount Lemmon Survey      |
| 315635 - | 2008 DN20                | 28 febbraio 2008 | Mount Lemmon Survey      |
| 315636 - | 2008 DF26                | 29 febbraio 2008 | PMO NEO Survey Program   |
| 315637 - | 2008 DN26                | 26 febbraio 2008 | Mount Lemmon Survey      |
| 315638 - | 2008 DG28                | 24 febbraio 2008 | Spacewatch               |
| 315639 - | 2008 DK30                | 26 febbraio 2008 | Mount Lemmon Survey      |
| 315640 - | 2008 DD32                | 27 febbraio 2008 | Spacewatch               |
| 315641 - | 2008 DG32                | 27 febbraio 2008 | Spacewatch               |
| 315642 - | 2008 DS33                | 27 febbraio 2008 | CSS                      |
| 315643 - | 2008 DV33                | 27 febbraio 2008 | Spacewatch               |
| 315644 - | 2008 DL34                | 27 febbraio 2008 | Spacewatch               |
| 315645 - | 2008 DS34                | 27 febbraio 2008 | Mount Lemmon Survey      |
| 315646 - | 2008 DP37                | 10 febbraio 2008 | Mount Lemmon Survey      |
| 315647 - | 2008 DX37                | 27 febbraio 2008 | Mount Lemmon Survey      |
| 315648 - | 2008 DR38                | 27 febbraio 2008 | Spacewatch               |
| 315649 - | 2008 DF44                | 28 febbraio 2008 | Spacewatch               |
| 315650 - | 2008 DA46                | 10 febbraio 2008 | Mount Lemmon Survey      |
| 315651 - | 2008 DH46                | 28 febbraio 2008 | Mount Lemmon Survey      |
| 315652 - | 2008 DZ46                | 28 febbraio 2008 | Spacewatch               |
| 315653 - | 2008 DO47                | 28 febbraio 2008 | Mount Lemmon Survey      |
| 315654 - | 2008 DX47                | 13 febbraio 2008 | Mount Lemmon Survey      |
| 315655 - | 2008 DR48                | 25 aprile 2004   | Sloan Digital Sky Survey |
| 315656 - | 2008 DO53                | 29 febbraio 2008 | Mount Lemmon Survey      |
| 315657 - | 2008 DR55                | 27 febbraio 2008 | Spacewatch               |
| 315658 - | 2008 DU56                | 29 febbraio 2008 | CSS                      |
| 315659 - | 2008 DX57                | 28 febbraio 2008 | CSS                      |
| 315660 - | 2008 DE58                | 29 febbraio 2008 | CSS                      |
| 315661 - | 2008 DH60                | 28 febbraio 2008 | Spacewatch               |
| 315662 - | 2008 DO60                | 28 febbraio 2008 | Mount Lemmon Survey      |
| 315663 - | 2008 DW60                | 28 febbraio 2008 | Mount Lemmon Survey      |
| 315664 - | 2008 DD61                | 28 febbraio 2008 | Mount Lemmon Survey      |
| 315665 - | 2008 DN61                | 28 febbraio 2008 | Mount Lemmon Survey      |
| 315666 - | 2008 DT72                | 3 febbraio 2008  | Spacewatch               |
| 315667 - | 2008 DR73                | 27 febbraio 2008 | Mount Lemmon Survey      |
| 315668 - | 2008 DA77                | 28 febbraio 2008 | Spacewatch               |
| 315669 - | 2008 DH79                | 27 febbraio 2008 | CSS                      |
| 315670 - | 2008 DS79                | 29 febbraio 2008 | CSS                      |
| 315671 - | 2008 DF83                | 28 febbraio 2008 | Spacewatch               |
| 315672 - | 2008 DJ88                | 21 ottobre 2000  | Spacewatch               |
| 315673 - | 2008 EO4                 | 2 marzo 2008     | Mount Lemmon Survey      |
| 315674 - | 2008 EA5                 | 3 marzo 2008     | Tozzi, F.                |
| 315675 - | 2008 EJ7                 | 5 marzo 2008     | Jarnac                   |
| 315676 - | 2008 ER8                 | 6 marzo 2008     | OAM                      |
| 315677 - | 2008 EV10                | 1 marzo 2008     | Spacewatch               |
| 315678 - | 2008 EA11                | 1 marzo 2008     | Spacewatch               |
| 315679 - | 2008 EL11                | 1 marzo 2008     | Spacewatch               |
| 315680 - | 2008 EW15                | 1 marzo 2008     | Spacewatch               |
| 315681 - | 2008 EC19                | 2 marzo 2008     | CSS                      |
| 315682 - | 2008 EL23                | 3 marzo 2008     | CSS                      |
| 315683 - | 2008 EQ26                | 4 marzo 2008     | CSS                      |
| 315684 - | 2008 EP28                | 4 marzo 2008     | Mount Lemmon Survey      |
| 315685 - | 2008 EJ29                | 4 marzo 2008     | Mount Lemmon Survey      |
| 315686 - | 2008 EP33                | 1 marzo 2008     | CSS                      |
| 315687 - | 2008 EE34                | 2 marzo 2008     | CSS                      |
| 315688 - | 2008 EK36                | 3 marzo 2008     | Spacewatch               |
| 315689 - | 2008 EF37                | 4 marzo 2008     | Spacewatch               |
| 315690 - | 2008 EM41                | 4 marzo 2008     | Mount Lemmon Survey      |
| 315691 - | 2008 EV42                | 4 marzo 2008     | Mount Lemmon Survey      |
| 315692 - | 2008 EG47                | 5 marzo 2008     | Mount Lemmon Survey      |
| 315693 - | 2008 EU51                | 6 marzo 2008     | Mount Lemmon Survey      |
| 315694 - | 2008 ED55                | 6 marzo 2008     | Spacewatch               |
| 315695 - | 2008 EH55                | 6 marzo 2008     | Mount Lemmon Survey      |
| 315696 - | 2008 EW56                | 7 marzo 2008     | CSS                      |
| 315697 - | 2008 EW60                | 8 marzo 2008     | Mount Lemmon Survey      |
| 315698 - | 2008 EJ73                | 7 marzo 2008     | CSS                      |
| 315699 - | 2008 EF74                | 7 marzo 2008     | Spacewatch               |
| 315700 - | 2008 EX81                | 4 marzo 2008     | LINEAR                   |

## 315701-315800
| Nome     | Designazione provvisoria | Data di scoperta  | Scopritore          |
| -------- | ------------------------ | ----------------- | ------------------- |
| 315701 - | 2008 EE83                | 8 marzo 2008      | LINEAR              |
| 315702 - | 2008 EX83                | 8 marzo 2008      | CSS                 |
| 315703 - | 2008 ET85                | 7 marzo 2008      | Mount Lemmon Survey |
| 315704 - | 2008 EY85                | 7 marzo 2008      | CSS                 |
| 315705 - | 2008 EB90                | 11 marzo 2008     | LINEAR              |
| 315706 - | 2008 EP90                | 11 marzo 2008     | Spacewatch          |
| 315707 - | 2008 EC95                | 5 marzo 2008      | Mount Lemmon Survey |
| 315708 - | 2008 ED95                | 5 marzo 2008      | Mount Lemmon Survey |
| 315709 - | 2008 EP98                | 3 marzo 2008      | CSS                 |
| 315710 - | 2008 EL99                | 4 marzo 2008      | CSS                 |
| 315711 - | 2008 EB105               | 6 marzo 2008      | Mount Lemmon Survey |
| 315712 - | 2008 EF109               | 7 marzo 2008      | CSS                 |
| 315713 - | 2008 EH111               | 8 marzo 2008      | Spacewatch          |
| 315714 - | 2008 EN111               | 8 marzo 2008      | Spacewatch          |
| 315715 - | 2008 EC112               | 8 marzo 2008      | Spacewatch          |
| 315716 - | 2008 EL113               | 8 marzo 2008      | CSS                 |
| 315717 - | 2008 ER115               | 8 marzo 2008      | Mount Lemmon Survey |
| 315718 - | 2008 EJ117               | 8 marzo 2008      | Spacewatch          |
| 315719 - | 2008 ET119               | 9 marzo 2008      | Spacewatch          |
| 315720 - | 2008 EF120               | 9 marzo 2008      | Spacewatch          |
| 315721 - | 2008 EC122               | 9 marzo 2008      | Spacewatch          |
| 315722 - | 2008 EY125               | 10 marzo 2008     | Spacewatch          |
| 315723 - | 2008 EB131               | 11 marzo 2008     | Spacewatch          |
| 315724 - | 2008 EX131               | 11 marzo 2008     | Spacewatch          |
| 315725 - | 2008 EB135               | 11 marzo 2008     | Spacewatch          |
| 315726 - | 2008 EF135               | 11 marzo 2008     | Spacewatch          |
| 315727 - | 2008 EV136               | 11 marzo 2008     | Spacewatch          |
| 315728 - | 2008 EN139               | 11 marzo 2008     | CSS                 |
| 315729 - | 2008 ES141               | 12 marzo 2008     | Mount Lemmon Survey |
| 315730 - | 2008 EK143               | 13 marzo 2008     | CSS                 |
| 315731 - | 2008 EM148               | 2 marzo 2008      | Spacewatch          |
| 315732 - | 2008 EH150               | 9 marzo 2008      | Spacewatch          |
| 315733 - | 2008 EY150               | 4 marzo 2008      | Mount Lemmon Survey |
| 315734 - | 2008 EZ152               | 11 marzo 2008     | Mount Lemmon Survey |
| 315735 - | 2008 EN156               | 1 marzo 2008      | Spacewatch          |
| 315736 - | 2008 EG160               | 1 marzo 2008      | Spacewatch          |
| 315737 - | 2008 EL165               | 2 marzo 2008      | Mount Lemmon Survey |
| 315738 - | 2008 EG167               | 8 marzo 2008      | Spacewatch          |
| 315739 - | 2008 EK168               | 8 ottobre 2005    | CSS                 |
| 315740 - | 2008 FK2                 | 25 marzo 2008     | Spacewatch          |
| 315741 - | 2008 FN2                 | 13 ottobre 2001   | Spacewatch          |
| 315742 - | 2008 FC4                 | 25 marzo 2008     | Spacewatch          |
| 315743 - | 2008 FV4                 | 26 marzo 2008     | Mount Lemmon Survey |
| 315744 - | 2008 FQ7                 | 30 marzo 2008     | Sárneczky, K.       |
| 315745 - | 2008 FS10                | 26 marzo 2008     | Spacewatch          |
| 315746 - | 2008 FZ10                | 26 marzo 2008     | Spacewatch          |
| 315747 - | 2008 FK14                | 26 marzo 2008     | Mount Lemmon Survey |
| 315748 - | 2008 FM14                | 26 marzo 2008     | Mount Lemmon Survey |
| 315749 - | 2008 FD15                | 26 marzo 2008     | Spacewatch          |
| 315750 - | 2008 FR24                | 27 marzo 2008     | Spacewatch          |
| 315751 - | 2008 FP26                | 27 marzo 2008     | Spacewatch          |
| 315752 - | 2008 FE27                | 27 marzo 2008     | Spacewatch          |
| 315753 - | 2008 FB35                | 28 marzo 2008     | Mount Lemmon Survey |
| 315754 - | 2008 FG38                | 28 marzo 2008     | Spacewatch          |
| 315755 - | 2008 FO38                | 28 marzo 2008     | Spacewatch          |
| 315756 - | 2008 FH42                | 27 febbraio 2008  | Mount Lemmon Survey |
| 315757 - | 2008 FH50                | 28 marzo 2008     | Spacewatch          |
| 315758 - | 2008 FL52                | 28 marzo 2008     | Mount Lemmon Survey |
| 315759 - | 2008 FK55                | 28 marzo 2008     | Mount Lemmon Survey |
| 315760 - | 2008 FD57                | 28 marzo 2008     | Mount Lemmon Survey |
| 315761 - | 2008 FY59                | 29 marzo 2008     | Mount Lemmon Survey |
| 315762 - | 2008 FS63                | 27 marzo 2008     | Spacewatch          |
| 315763 - | 2008 FK64                | 28 marzo 2008     | Mount Lemmon Survey |
| 315764 - | 2008 FP65                | 28 marzo 2008     | Mount Lemmon Survey |
| 315765 - | 2008 FW68                | 28 marzo 2008     | Mount Lemmon Survey |
| 315766 - | 2008 FU69                | 28 marzo 2008     | Spacewatch          |
| 315767 - | 2008 FY69                | 10 settembre 2004 | Spacewatch          |
| 315768 - | 2008 FM75                | 31 marzo 2008     | Mount Lemmon Survey |
| 315769 - | 2008 FA76                | 31 marzo 2008     | Lowe, A.            |
| 315770 - | 2008 FG76                | 30 marzo 2008     | CSS                 |
| 315771 - | 2008 FV80                | 27 marzo 2008     | Mount Lemmon Survey |
| 315772 - | 2008 FK87                | 28 marzo 2008     | Mount Lemmon Survey |
| 315773 - | 2008 FR94                | 29 marzo 2008     | Spacewatch          |
| 315774 - | 2008 FU96                | 29 marzo 2008     | CSS                 |
| 315775 - | 2008 FP102               | 30 marzo 2008     | Spacewatch          |
| 315776 - | 2008 FT103               | 30 marzo 2008     | Spacewatch          |
| 315777 - | 2008 FO104               | 10 febbraio 2008  | Mount Lemmon Survey |
| 315778 - | 2008 FU104               | 30 marzo 2008     | Spacewatch          |
| 315779 - | 2008 FO105               | 31 marzo 2008     | Spacewatch          |
| 315780 - | 2008 FG109               | 31 marzo 2008     | Mount Lemmon Survey |
| 315781 - | 2008 FR109               | 31 marzo 2008     | Mount Lemmon Survey |
| 315782 - | 2008 FO114               | 31 marzo 2008     | Mount Lemmon Survey |
| 315783 - | 2008 FV115               | 31 marzo 2008     | Mount Lemmon Survey |
| 315784 - | 2008 FY115               | 31 marzo 2008     | Mount Lemmon Survey |
| 315785 - | 2008 FJ116               | 31 marzo 2008     | Mount Lemmon Survey |
| 315786 - | 2008 FM123               | 28 marzo 2008     | Spacewatch          |
| 315787 - | 2008 FN125               | 31 marzo 2008     | Spacewatch          |
| 315788 - | 2008 FO129               | 31 marzo 2008     | Spacewatch          |
| 315789 - | 2008 FC130               | 29 marzo 2008     | CSS                 |
| 315790 - | 2008 FF131               | 31 marzo 2008     | Mount Lemmon Survey |
| 315791 - | 2008 FM131               | 29 marzo 2008     | Mount Lemmon Survey |
| 315792 - | 2008 FV133               | 28 marzo 2008     | Mount Lemmon Survey |
| 315793 - | 2008 GK1                 | 3 aprile 2008     | OAM                 |
| 315794 - | 2008 GA2                 | 5 aprile 2008     | LINEAR              |
| 315795 - | 2008 GW3                 | 29 agosto 2005    | Spacewatch          |
| 315796 - | 2008 GA7                 | 1 aprile 2008     | Spacewatch          |
| 315797 - | 2008 GN7                 | 1 aprile 2008     | Spacewatch          |
| 315798 - | 2008 GU7                 | 1 aprile 2008     | Spacewatch          |
| 315799 - | 2008 GE8                 | 1 aprile 2008     | Spacewatch          |
| 315800 - | 2008 GS15                | 13 marzo 2008     | Spacewatch          |

## 315801-315900
| Nome     | Designazione provvisoria | Data di scoperta | Scopritore          |
| -------- | ------------------------ | ---------------- | ------------------- |
| 315801 - | 2008 GT16                | 3 aprile 2008    | Spacewatch          |
| 315802 - | 2008 GH23                | 1 aprile 2008    | Mount Lemmon Survey |
| 315803 - | 2008 GS23                | 1 aprile 2008    | Mount Lemmon Survey |
| 315804 - | 2008 GA27                | 3 aprile 2008    | Spacewatch          |
| 315805 - | 2008 GV31                | 3 aprile 2008    | Spacewatch          |
| 315806 - | 2008 GX38                | 3 aprile 2008    | Mount Lemmon Survey |
| 315807 - | 2008 GU42                | 4 aprile 2008    | Mount Lemmon Survey |
| 315808 - | 2008 GC55                | 5 aprile 2008    | Mount Lemmon Survey |
| 315809 - | 2008 GZ59                | 5 aprile 2008    | Spacewatch          |
| 315810 - | 2008 GO62                | 5 aprile 2008    | CSS                 |
| 315811 - | 2008 GR64                | 6 aprile 2008    | Spacewatch          |
| 315812 - | 2008 GL72                | 7 aprile 2008    | Mount Lemmon Survey |
| 315813 - | 2008 GE73                | 7 aprile 2008    | Mount Lemmon Survey |
| 315814 - | 2008 GL78                | 7 aprile 2008    | Spacewatch          |
| 315815 - | 2008 GV81                | 8 aprile 2008    | Spacewatch          |
| 315816 - | 2008 GF82                | 8 aprile 2008    | Spacewatch          |
| 315817 - | 2008 GJ83                | 8 aprile 2008    | Spacewatch          |
| 315818 - | 2008 GS88                | 6 aprile 2008    | Spacewatch          |
| 315819 - | 2008 GV92                | 6 aprile 2008    | Mount Lemmon Survey |
| 315820 - | 2008 GF93                | 6 aprile 2008    | CSS                 |
| 315821 - | 2008 GP95                | 8 aprile 2008    | Spacewatch          |
| 315822 - | 2008 GU95                | 8 aprile 2008    | Spacewatch          |
| 315823 - | 2008 GX96                | 8 aprile 2008    | Spacewatch          |
| 315824 - | 2008 GZ96                | 8 aprile 2008    | Spacewatch          |
| 315825 - | 2008 GT97                | 8 aprile 2008    | Spacewatch          |
| 315826 - | 2008 GP100               | 9 aprile 2008    | Spacewatch          |
| 315827 - | 2008 GH103               | 11 aprile 2008   | Spacewatch          |
| 315828 - | 2008 GB106               | 11 aprile 2008   | Mount Lemmon Survey |
| 315829 - | 2008 GY112               | 13 aprile 2008   | CSS                 |
| 315830 - | 2008 GE118               | 29 marzo 2008    | Spacewatch          |
| 315831 - | 2008 GY123               | 13 aprile 2008   | Mount Lemmon Survey |
| 315832 - | 2008 GA124               | 13 aprile 2008   | Mount Lemmon Survey |
| 315833 - | 2008 GG127               | 14 aprile 2008   | Mount Lemmon Survey |
| 315834 - | 2008 GD129               | 1 aprile 2008    | Spacewatch          |
| 315835 - | 2008 GV131               | 6 aprile 2008    | Spacewatch          |
| 315836 - | 2008 GW133               | 3 aprile 2008    | Mount Lemmon Survey |
| 315837 - | 2008 GZ141               | 12 aprile 2008   | LINEAR              |
| 315838 - | 2008 HD1                 | 24 aprile 2008   | Spacewatch          |
| 315839 - | 2008 HU5                 | 24 aprile 2008   | Spacewatch          |
| 315840 - | 2008 HU8                 | 24 aprile 2008   | Spacewatch          |
| 315841 - | 2008 HW8                 | 3 aprile 2008    | Mount Lemmon Survey |
| 315842 - | 2008 HP11                | 24 aprile 2008   | Spacewatch          |
| 315843 - | 2008 HE12                | 24 aprile 2008   | Spacewatch          |
| 315844 - | 2008 HF12                | 24 aprile 2008   | CSS                 |
| 315845 - | 2008 HE13                | 25 aprile 2008   | Spacewatch          |
| 315846 - | 2008 HF13                | 25 aprile 2008   | Spacewatch          |
| 315847 - | 2008 HP15                | 25 aprile 2008   | Spacewatch          |
| 315848 - | 2008 HD19                | 26 aprile 2008   | Mount Lemmon Survey |
| 315849 - | 2008 HW19                | 14 aprile 2008   | Mount Lemmon Survey |
| 315850 - | 2008 HA26                | 4 aprile 2008    | Spacewatch          |
| 315851 - | 2008 HT27                | 28 aprile 2008   | Spacewatch          |
| 315852 - | 2008 HY32                | 1 ottobre 2005   | Spacewatch          |
| 315853 - | 2008 HQ33                | 26 aprile 2008   | Spacewatch          |
| 315854 - | 2008 HJ34                | 27 aprile 2008   | Spacewatch          |
| 315855 - | 2008 HP34                | 27 aprile 2008   | Spacewatch          |
| 315856 - | 2008 HO36                | 30 aprile 2008   | Spacewatch          |
| 315857 - | 2008 HK42                | 27 aprile 2008   | Spacewatch          |
| 315858 - | 2008 HZ42                | 27 aprile 2008   | Mount Lemmon Survey |
| 315859 - | 2008 HL47                | 28 aprile 2008   | Spacewatch          |
| 315860 - | 2008 HN47                | 28 aprile 2008   | Spacewatch          |
| 315861 - | 2008 HC49                | 29 aprile 2008   | Mount Lemmon Survey |
| 315862 - | 2008 HV50                | 29 aprile 2008   | Spacewatch          |
| 315863 - | 2008 HX55                | 29 aprile 2008   | Spacewatch          |
| 315864 - | 2008 HN57                | 30 aprile 2008   | Spacewatch          |
| 315865 - | 2008 HR59                | 30 aprile 2008   | Spacewatch          |
| 315866 - | 2008 HW61                | 30 aprile 2008   | Mount Lemmon Survey |
| 315867 - | 2008 HN66                | 26 aprile 2008   | CSS                 |
| 315868 - | 2008 HJ67                | 29 aprile 2008   | Spacewatch          |
| 315869 - | 2008 HH70                | 17 aprile 2008   | Mount Lemmon Survey |
| 315870 - | 2008 JD9                 | 27 novembre 2006 | Mount Lemmon Survey |
| 315871 - | 2008 JE9                 | 2 maggio 2008    | Spacewatch          |
| 315872 - | 2008 JP10                | 3 maggio 2008    | Mount Lemmon Survey |
| 315873 - | 2008 JJ12                | 3 maggio 2008    | Spacewatch          |
| 315874 - | 2008 JX12                | 3 maggio 2008    | Spacewatch          |
| 315875 - | 2008 JB21                | 9 maggio 2008    | Bickel, W.          |
| 315876 - | 2008 JA24                | 7 maggio 2008    | Spacewatch          |
| 315877 - | 2008 JB28                | 8 maggio 2008    | Spacewatch          |
| 315878 - | 2008 JJ29                | 12 maggio 2008   | Spacewatch          |
| 315879 - | 2008 JT29                | 11 maggio 2008   | Spacewatch          |
| 315880 - | 2008 JP40                | 14 maggio 2008   | Mount Lemmon Survey |
| 315881 - | 2008 KZ                  | 26 maggio 2008   | Spacewatch          |
| 315882 - | 2008 KL7                 | 27 maggio 2008   | Spacewatch          |
| 315883 - | 2008 KU8                 | 27 maggio 2008   | Spacewatch          |
| 315884 - | 2008 KM14                | 27 maggio 2008   | Spacewatch          |
| 315885 - | 2008 KL17                | 27 maggio 2008   | Spacewatch          |
| 315886 - | 2008 KZ20                | 28 maggio 2008   | Mount Lemmon Survey |
| 315887 - | 2008 KV26                | 29 maggio 2008   | Spacewatch          |
| 315888 - | 2008 KG29                | 29 maggio 2008   | Spacewatch          |
| 315889 - | 2008 KH31                | 29 maggio 2008   | Spacewatch          |
| 315890 - | 2008 KJ37                | 29 maggio 2008   | Mount Lemmon Survey |
| 315891 - | 2008 KA38                | 30 maggio 2008   | Spacewatch          |
| 315892 - | 2008 KU42                | 31 maggio 2008   | Spacewatch          |
| 315893 - | 2008 LJ3                 | 1 giugno 2008    | Spacewatch          |
| 315894 - | 2008 LB4                 | 2 giugno 2008    | Spacewatch          |
| 315895 - | 2008 LJ7                 | 3 giugno 2008    | Spacewatch          |
| 315896 - | 2008 LZ9                 | 6 giugno 2008    | Spacewatch          |
| 315897 - | 2008 QZ2                 | 24 agosto 2008   | Kugel, F.           |
| 315898 - | 2008 QD4                 | 25 agosto 2008   | OAM                 |
| 315899 - | 2008 QG20                | 30 agosto 2008   | Pietschnig, M.      |
| 315900 - | 2008 QX20                | 26 agosto 2008   | LINEAR              |

## 315901-316000
| Nome              | Designazione provvisoria | Data di scoperta  | Scopritore          |
| ----------------- | ------------------------ | ----------------- | ------------------- |
| 315901 -          | 2008 QY36                | 21 agosto 2008    | Spacewatch          |
| 315902 -          | 2008 QS40                | 24 agosto 2008    | Spacewatch          |
| 315903 -          | 2008 QJ42                | 24 agosto 2008    | Spacewatch          |
| 315904 -          | 2008 RD1                 | 2 settembre 2008  | Molnar, L. A.       |
| 315905 -          | 2008 RC2                 | 2 settembre 2008  | Spacewatch          |
| 315906 -          | 2008 RD4                 | 2 settembre 2008  | Spacewatch          |
| 315907 -          | 2008 RF20                | 4 settembre 2008  | Spacewatch          |
| 315908 -          | 2008 RX33                | 2 settembre 2008  | Spacewatch          |
| 315909 -          | 2008 RO63                | 13 febbraio 2002  | Spacewatch          |
| 315910 -          | 2008 RH64                | 4 settembre 2008  | Spacewatch          |
| 315911 -          | 2008 RH67                | 4 settembre 2008  | Spacewatch          |
| 315912 -          | 2008 RT85                | 5 settembre 2008  | Spacewatch          |
| 315913 -          | 2008 RP109               | 2 settembre 2008  | Spacewatch          |
| 315914 -          | 2008 RE113               | 5 settembre 2008  | Spacewatch          |
| 315915 -          | 2008 RB123               | 5 settembre 2008  | Spacewatch          |
| 315916 -          | 2008 RO124               | 6 settembre 2008  | Mount Lemmon Survey |
| 315917 -          | 2008 RO125               | 7 settembre 2008  | Mount Lemmon Survey |
| 315918 -          | 2008 RT126               | 4 settembre 2008  | Spacewatch          |
| 315919 -          | 2008 RG127               | 6 settembre 2008  | Spacewatch          |
| 315920 -          | 2008 RG145               | 6 settembre 2008  | Spacewatch          |
| 315921 -          | 2008 SL23                | 19 settembre 2008 | Spacewatch          |
| 315922 -          | 2008 SW28                | 19 settembre 2008 | Spacewatch          |
| 315923 -          | 2008 SM39                | 20 settembre 2008 | Spacewatch          |
| 315924 -          | 2008 SX85                | 20 settembre 2008 | Spacewatch          |
| 315925 -          | 2008 SE96                | 21 settembre 2008 | Spacewatch          |
| 315926 -          | 2008 SW149               | 29 settembre 2008 | Kugel, F.           |
| 315927 -          | 2008 SS150               | 28 settembre 2008 | LINEAR              |
| 315928 -          | 2008 SP198               | 25 settembre 2008 | Bickel, W.          |
| 315929 -          | 2008 SQ219               | 30 settembre 2008 | OAM                 |
| 315930 -          | 2008 SG221               | 25 maggio 2006    | Mount Lemmon Survey |
| 315931 -          | 2008 SY233               | 28 settembre 2008 | Mount Lemmon Survey |
| 315932 -          | 2008 SX274               | 22 settembre 2008 | Spacewatch          |
| 315933 -          | 2008 SR275               | 23 settembre 2008 | Spacewatch          |
| 315934 -          | 2008 SV279               | 24 settembre 2008 | Mount Lemmon Survey |
| 315935 -          | 2008 TK15                | 1 ottobre 2008    | Mount Lemmon Survey |
| 315936 -          | 2008 TD29                | 1 ottobre 2008    | Mount Lemmon Survey |
| 315937 -          | 2008 TE49                | 2 ottobre 2008    | Spacewatch          |
| 315938 -          | 2008 TV49                | 2 ottobre 2008    | Spacewatch          |
| 315939 -          | 2008 TN59                | 2 ottobre 2008    | Spacewatch          |
| 315940 -          | 2008 TJ85                | 3 ottobre 2008    | Mount Lemmon Survey |
| 315941 Elenagómez | 2008 TE91                | 3 ottobre 2008    | OAM                 |
| 315942 -          | 2008 TG101               | 6 ottobre 2008    | Spacewatch          |
| 315943 -          | 2008 TY116               | 6 ottobre 2008    | Mount Lemmon Survey |
| 315944 -          | 2008 TN118               | 7 ottobre 2008    | Spacewatch          |
| 315945 -          | 2008 TR118               | 7 ottobre 2008    | Spacewatch          |
| 315946 -          | 2008 TL121               | 7 ottobre 2008    | Mount Lemmon Survey |
| 315947 -          | 2008 TL122               | 7 ottobre 2008    | CSS                 |
| 315948 -          | 2008 TL125               | 8 ottobre 2008    | Mount Lemmon Survey |
| 315949 -          | 2008 TJ126               | 8 ottobre 2008    | Mount Lemmon Survey |
| 315950 -          | 2008 TT127               | 8 ottobre 2008    | Mount Lemmon Survey |
| 315951 -          | 2008 TL144               | 9 ottobre 2008    | Mount Lemmon Survey |
| 315952 -          | 2008 TO148               | 9 ottobre 2008    | Mount Lemmon Survey |
| 315953 -          | 2008 TK150               | 9 ottobre 2008    | Mount Lemmon Survey |
| 315954 -          | 2008 TJ176               | 7 ottobre 2008    | Spacewatch          |
| 315955 -          | 2008 UJ4                 | 24 ottobre 2008   | LINEAR              |
| 315956 -          | 2008 UJ9                 | 24 settembre 2008 | Spacewatch          |
| 315957 -          | 2008 UO9                 | 17 ottobre 2008   | Spacewatch          |
| 315958 -          | 2008 UR59                | 21 ottobre 2008   | Mount Lemmon Survey |
| 315959 -          | 2008 US83                | 22 ottobre 2008   | Mount Lemmon Survey |
| 315960 -          | 2008 UB190               | 25 ottobre 2008   | Mount Lemmon Survey |
| 315961 -          | 2008 UO202               | 26 ottobre 2008   | LINEAR              |
| 315962 -          | 2008 UY202               | 28 ottobre 2008   | LINEAR              |
| 315963 -          | 2008 VV2                 | 2 novembre 2008   | LINEAR              |
| 315964 -          | 2008 WH17                | 17 novembre 2008  | Spacewatch          |
| 315965 -          | 2008 WA90                | 22 novembre 2008  | Mount Lemmon Survey |
| 315966 -          | 2008 WA97                | 18 novembre 2008  | CSS                 |
| 315967 -          | 2008 XJ15                | 2 dicembre 2008   | CSS                 |
| 315968 -          | 2008 YG24                | 19 dicembre 2008  | Teamo, N.           |
| 315969 -          | 2009 AB33                | 15 gennaio 2009   | Spacewatch          |
| 315970 -          | 2009 AP33                | 15 gennaio 2009   | Spacewatch          |
| 315971 -          | 2009 BY110               | 31 gennaio 2009   | Mount Lemmon Survey |
| 315972 -          | 2009 BA113               | 31 gennaio 2009   | Mount Lemmon Survey |
| 315973 -          | 2009 BJ145               | 30 gennaio 2009   | Spacewatch          |
| 315974 -          | 2009 BR156               | 31 gennaio 2009   | Spacewatch          |
| 315975 -          | 2009 BX156               | 31 gennaio 2009   | Spacewatch          |
| 315976 -          | 2009 CN11                | 1 febbraio 2009   | Mount Lemmon Survey |
| 315977 -          | 2009 CW11                | 1 febbraio 2009   | Spacewatch          |
| 315978 -          | 2009 CQ14                | 1 febbraio 2009   | Spacewatch          |
| 315979 -          | 2009 CC23                | 1 febbraio 2009   | Spacewatch          |
| 315980 -          | 2009 CY35                | 2 febbraio 2009   | Mount Lemmon Survey |
| 315981 -          | 2009 CY43                | 14 febbraio 2009  | Spacewatch          |
| 315982 -          | 2009 CZ58                | 4 febbraio 2009   | Mount Lemmon Survey |
| 315983 -          | 2009 CB60                | 5 febbraio 2009   | Spacewatch          |
| 315984 -          | 2009 CO64                | 3 febbraio 2009   | Spacewatch          |
| 315985 -          | 2009 CE65                | 5 febbraio 2009   | Mount Lemmon Survey |
| 315986 -          | 2009 DU5                 | 16 febbraio 2009  | Spacewatch          |
| 315987 -          | 2009 DA16                | 16 febbraio 2009  | OAM                 |
| 315988 -          | 2009 DR31                | 20 febbraio 2009  | Spacewatch          |
| 315989 -          | 2009 DU42                | 21 febbraio 2009  | OAM                 |
| 315990 -          | 2009 DZ50                | 19 febbraio 2009  | Spacewatch          |
| 315991 -          | 2009 DA64                | 22 febbraio 2009  | Spacewatch          |
| 315992 -          | 2009 DN64                | 22 febbraio 2009  | Spacewatch          |
| 315993 -          | 2009 DQ77                | 21 ottobre 2007   | Spacewatch          |
| 315994 -          | 2009 DT86                | 27 febbraio 2009  | Spacewatch          |
| 315995 -          | 2009 DG97                | 26 febbraio 2009  | Spacewatch          |
| 315996 -          | 2009 DW116               | 27 febbraio 2009  | Spacewatch          |
| 315997 -          | 2009 DQ117               | 27 febbraio 2009  | Spacewatch          |
| 315998 -          | 2009 DG125               | 19 febbraio 2009  | Spacewatch          |
| 315999 -          | 2009 DP127               | 20 febbraio 2009  | Spacewatch          |
| 316000 -          | 2009 DF128               | 21 febbraio 2009  | Spacewatch          |